# 施琅宅、祠和墓
施琅宅、祠和墓位于中国福建省泉州市周边，包括施琅故宅、靖海侯府、施氏大宗祠、施琅墓、施琅神道碑，2006年被列为第六批全国重点文物保护单位。
施琅故宅位于鲤城区鯉中街道東門社區释雅山南麓，是施琅在康熙年间在泉州城内的宅第，占地面积850平方米。
靖海侯府和施氏大宗祠位于晋江市龙湖镇衙口村，是施琅受封为靖海侯后于康熙二十六年（1687年）同时兴建的。靖海侯府建筑面积2334平方米，施氏大宗祠占地1500平方米。
施琅墓位于惠安县黄塘镇虎窟村鹤顶山南麓，建于康熙三十五年（1696年）。
施琅神道碑位于丰泽区华大街道法华美村，距施琅墓约10公里。

- 施琅故宅
- 施琅故宅